# Burg Wildshausen

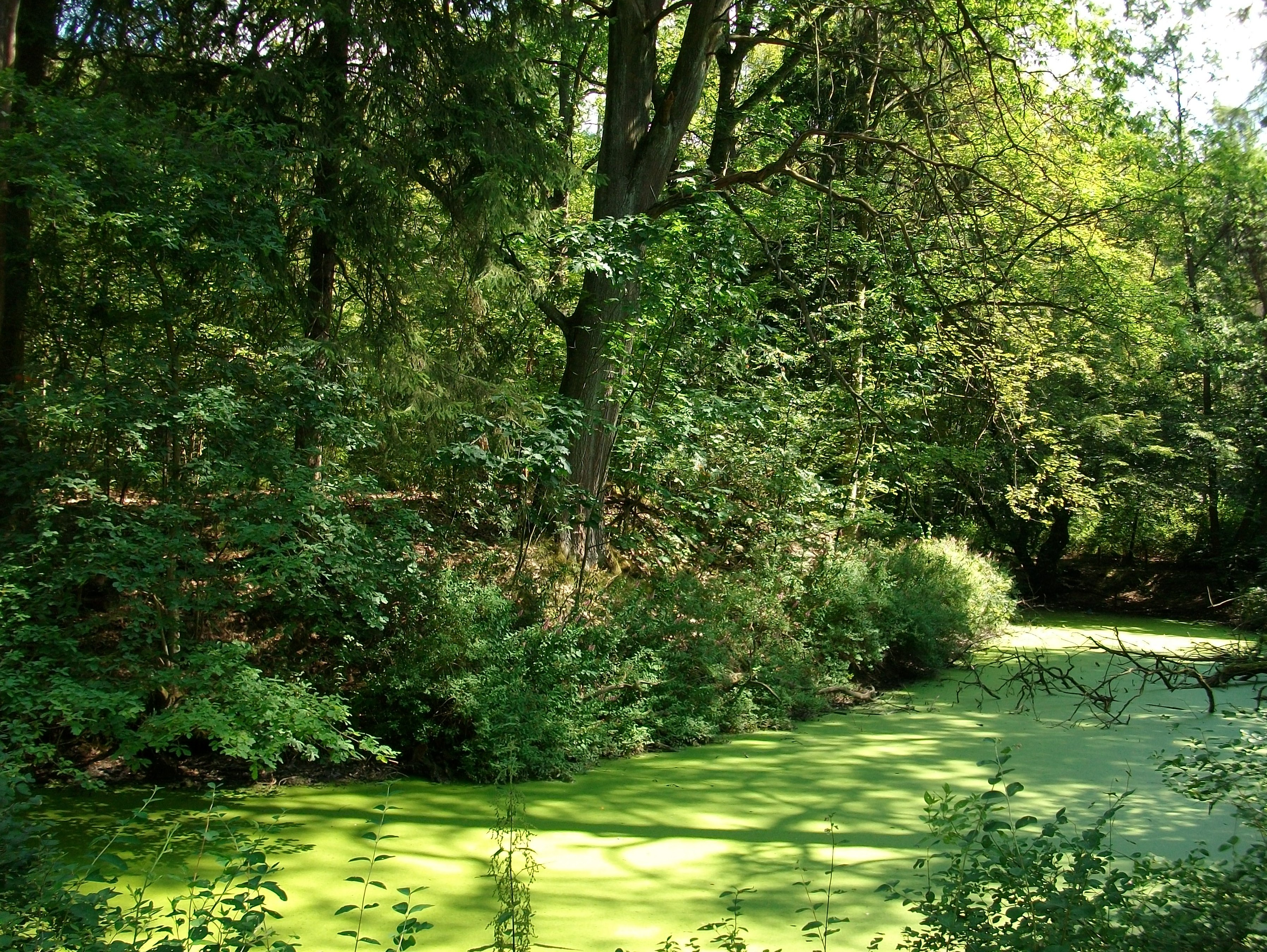
Ehemalige Wasserburg Wildshausen, Mottenhügel und Wassergraben

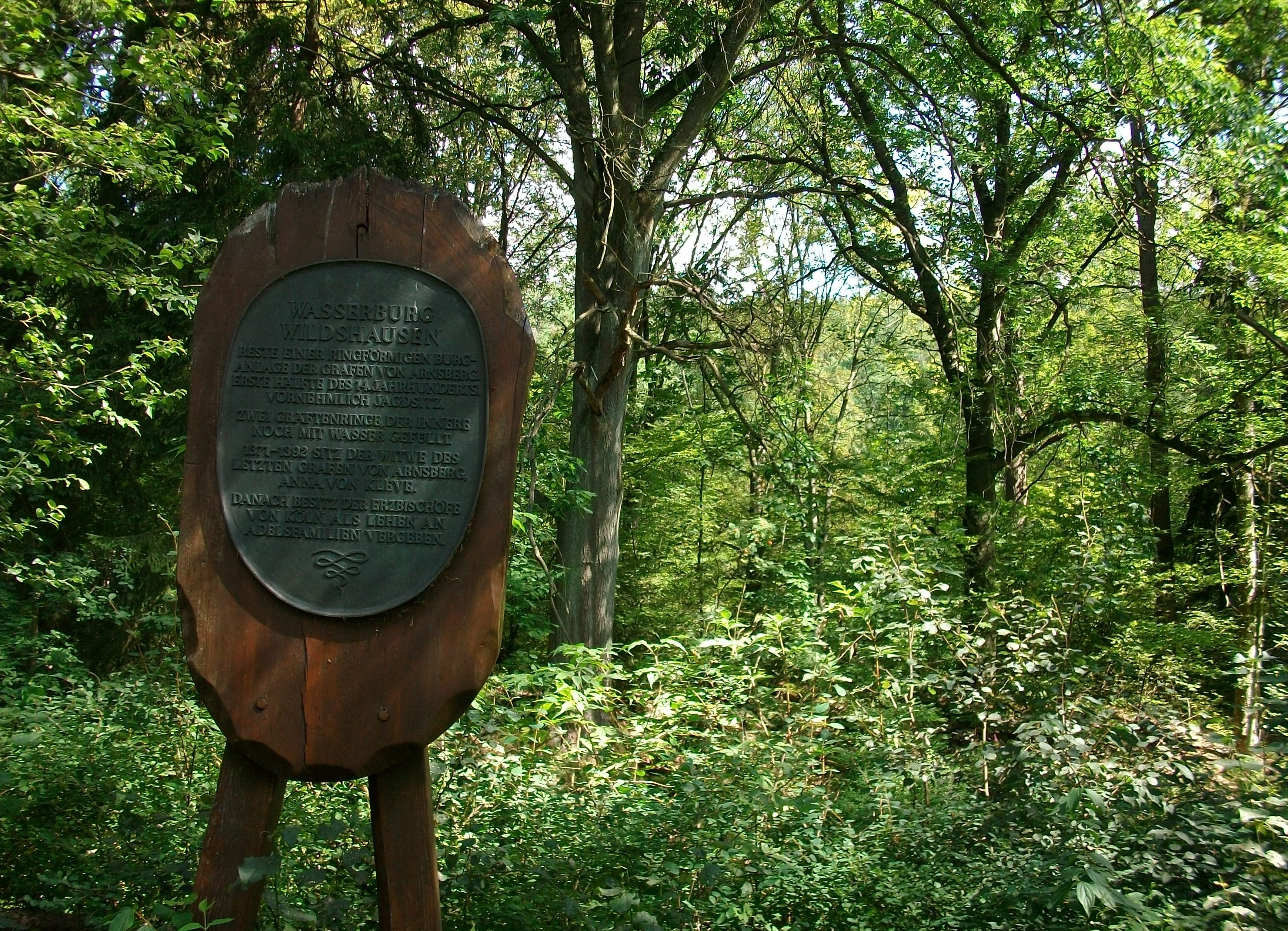
Informationstafel vor der Burg Wildshausen

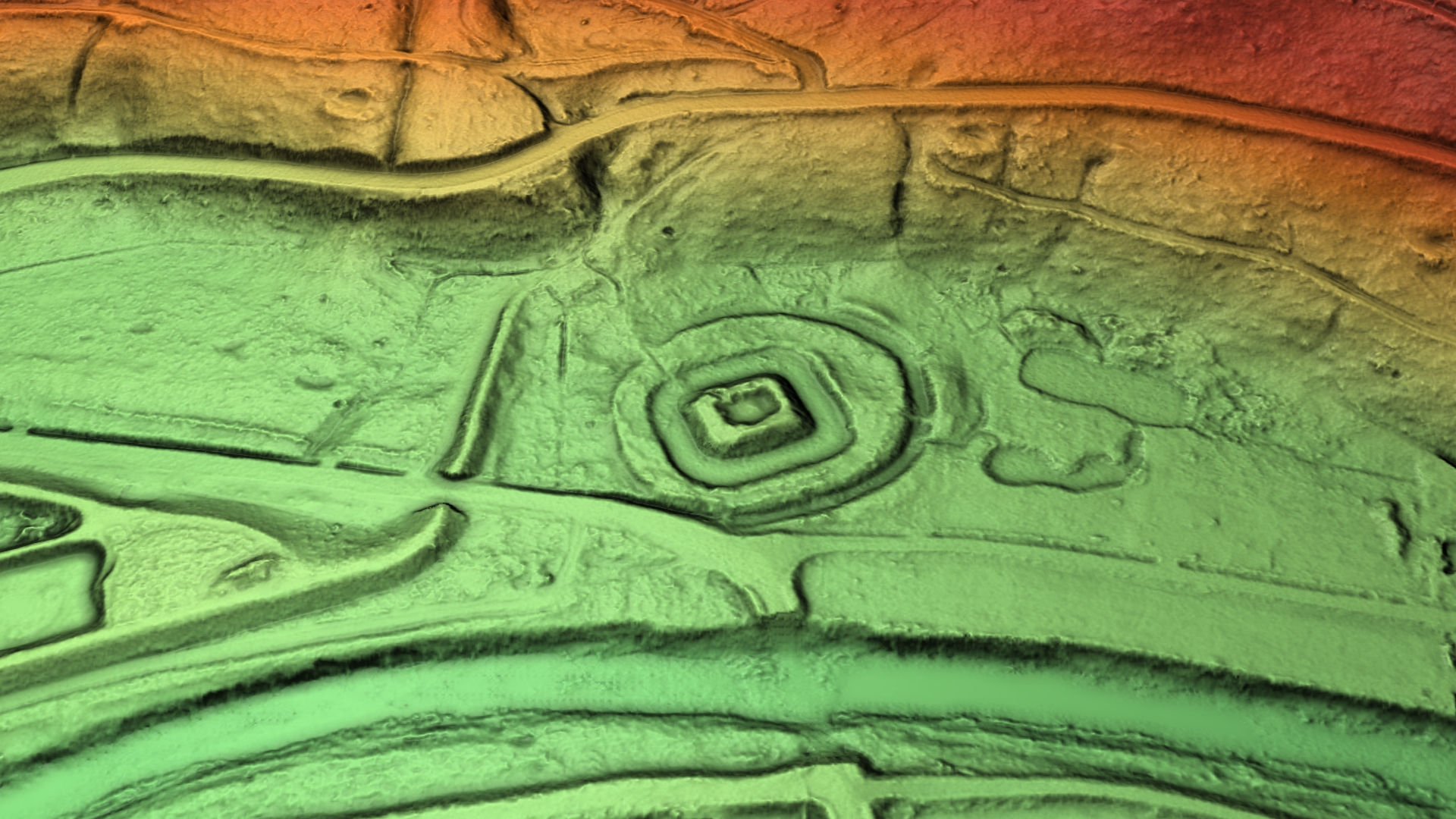
3D-Ansicht des digitalen Geländemodells

Die Burg Wildshausen ist eine abgegangene Turmhügelburg (Motte) bei Wildshausen (Arnsberg) eines Teils des heutigen Stadtteil Oeventrop der Stadt Arnsberg im Hochsauerlandkreis in Nordrhein-Westfalen.

## Geschichte
Bereits aus dem Jahr 1249 existiert eine Urkunde, die von einer Hofübertragung vor dem Freigericht in Wennigloh berichtet und einen Schulten von Wildshausen belegt. Dies war ein erster datierbarer Beleg für die Existenz einen Haupthofes. Besitzer des Hofes waren die Edelherren von Ardey. Ein Wilhelm von Ardey verkaufte das Amt eines Holzrichters, dass mit dem Hof verbunden war und die Markenrechte 1310 an den Erzbischof Heinrich II. von Köln. Das Rittergut Wildshausen selbst blieb zunächst im Besitz der Familie von Ardey. Bekannt ist lediglich, dass der Hof 1368 beim Verkauf der Grafschaft Arnsberg an den Kölner Erzstuhl den Grafen von Arnsberg abgabepflichtig war.
Über den Bau der nahen gräflichen Burg gibt es keine verlässlichen Angaben; der Bau dürfte allerdings deutlich jüngeren Ursprungs als der Haupthof gewesen sein. Es gibt Hinweise auf erste Bauten in der ersten Hälfte des 13. Jahrhunderts. Andere Forscher nehmen an, dass der Bau erst unter dem letzten Grafen Gottfried IV. entstand. Anfangs war die Anlage weniger eine Festung, sondern vielmehr ein Jagdsitz. Burgmänner, wie sie die übrigen Burgen der Grafschaft aufwiesen, gab es jedenfalls nicht.
Im Jahr 1368 ging die Burg wie die gesamte Grafschaft in den Besitz der Erzbischöfe von Köln über. Zwei Jahre später wurde sie der Gattin des letzten Grafen, Anna von Kleve, als Witwensitz zugesprochen. Diese hatte nach einer entsprechenden Urkunde von 1370 unter anderem das Recht, 100 Schweine zur Mast in den Wald zu treiben. Weitere Urkunden belegen, dass die Gräfin bis zu einem unbekannten Zeitpunkt tatsächlich auf der Burg gelebt hatte. Nach ihrem Tod fiel die Anlage an das Kölner Erzstift zurück und wurde von der Oberkellnerei in Arnsberg verwaltet. In den folgenden Jahrhunderten blieb die Burg meist im direkten Besitz der Kölner Erzbischöfe. Am 18. Dezember 1463 wurde sie als Lehen an Johann III. vom Neuen Haus Padberg übergeben. Er hatte dem Erzstift sein Drittel des Neuen Hauses zu Padberg verkauft und wurde unter vielen Versprechungen von Padberg nach Eversberg und dann nach Wildshausen verwiesen. Etwa nach 1485 wurde sein Sohn Johann IV. von Padberg mit Wildshausen belehnt.
Innerhalb der Familie gab es verschiedene Male heftige gewalttätige Auseinandersetzungen. 1537 tötete Rutger von Padberg, Sohn von Johann IV., seine Ehefrau Margaretha von Schorlemer. Lehnsnachfolger wurde sein Schwager Stephan Schade, verheiratet mit Christophora von Padberg, der Schwester von Rutger von Padberg. 1569 kam es zu Erbstreitigkeiten zwischen den beiden Söhnen Anton und Rutger Schade zu Wildshausen, wobei Rutger seinen Bruder tötete. Der Besitz fiel später an die Oberkellnerei zurück. Kurfürst Ernst von Bayern vergab 1598 die Burg und den Hof als Lehen an den Jägermeister, Förster und Hauptmann der kurfürstlichen Leibgarde, Wolf Dietrich von Geisberg, verheiratet mit Catharina vom Alten Haus Padberg, als erbliches Lehen.
Spätestens zu Beginn des 19. Jahrhunderts ist die Anlage verfallen.

## Anlage
An der Basis der Mottenanlage war der künstlich aufgeschüttete Mottenhügel etwa 30 × 35 m groß. Heute ist der Mottenhügel noch als 3–4 m hohe Erhebung sichtbar. Umgeben war die Hauptburg von einem etwa 10 m breiten Wassergraben. Hinzu kam ein zweiter das gesamte Burgareal umgebender Graben. Die Gräfte ist an der Süd-, Nord- und Ostseite noch immer mit Wasser gefüllt. Da die Fläche der Burg eng begrenzt war, lagen die meisten Wirtschaftsgebäude außerhalb. Die vermutete Vorburg wurde allerdings noch nicht lokalisiert.
Das Burggelände ist heute ein frei zugängliches Bodendenkmal. Über die Anlage informiert eine Informationstafel.